# Полёвка Роберта
Полёвка Роберта (лат. Chionomys roberti) — один из трёх представителей рода снеговых полёвок (Chionomys).

## Описание
В хромосомном наборе 2n = 54.

## Распространение
Ареал: Азербайджан, Грузия, Россия, Турция. Встречается на высотах от уровня моря до 3200 м. Живет вдоль ручьев и горных рек, как правило, в скалистых мшистых местообитаниях с зарослями кустарников. Хотя вид был обнаружен за пределами леса, обычно обитает в лесном поясе.

## Поведение
Вид, по-видимому, ведёт полудревесный образ жизни, и, хотя он живёт в непосредственной близости от потоков, как представляется, у него нет особых приспособлений для обитания в водной среде. Питается листьями папоротников, бузины и рододендронов. Даёт 2—3 выводка в год около 3 детёнышей в каждом.

## Угрозы и охрана
Серьезных угроз существованию вида нет. Встречается на особо охраняемых природных территориях.